# Medaglia Roebling
La medaglia Roebling è la più alta onorificenza della Mineralogical Society of America consegnata per studi scientifici di primaria importanza e per ricerche originali in mineralogia.
Il riconoscimento è così denominato in onore del colonnello Roebling (1837-1926) ingegnere, costruttore di ponti, collezionista di minerali e importante associato della Mineralogical Society of America.

## Insigniti della medaglia Roebling
- 1937 Charles Palache[1]
- 1938 Waldemar Theodore Schaller[2]
- 1940 Leonard James Spencer[3]
- 1941 Esper Signius Larsen jr.[4]
- 1945 Edward Henry Kraus[5]
- 1946 Clarence Samuel Ross[6]
- 1947 Paul Niggli[7]
- 1948 William Lawrence Bragg[8]
- 1949 Herbert Eugene Merwin[9]
- 1950 Norman Levi Bowen[10]
- 1952 Frederick Eugene Wright[11]
- 1953 William Fredrick Foshag[12]
- 1954 Cecil Edgar Tilley[13]
- 1955 Alexander Newton Winchell[14]
- 1956 Arthur Francis Buddington[15]
- 1957 Walter Frederick Hunt[16]
- 1958 Martin Julian Buerger[17]
- 1959 Karl Ludwig Felix Machatschki[18]
- 1960 Tom F. W. Barth[19]
- 1961 Paul Ramdohr[20]
- 1962 John Walter Gruner[21]
- 1963 John Frank Schairer[22]
- 1964 Clifford Frondel[23]
- 1965 Adolf Pabst[24]
- 1966 Max Hutchinson Hey[25]
- 1967 Linus Pauling[26]
- 1968 Tei-ichi Ito[27]
- 1969 Fritz Laves[28]
- 1970 George William Brindley[29]
- 1971 Joseph Désiré Hubert Donnay[30]
- 1972 Elburt Franklin Osborn[31]
- 1973 George Tunell [32]
- 1974 Ralph Early Grim [33]
- 1975 Michael Fleischer[34]
- 1975 Orville Frank Tuttle[35]
- 1976 Carl Wilhelm Correns[36]
- 1977 Raimond Castaing[37]
- 1978 James Burleigh Thompson[38]
- 1979 W. H. Taylor [39]
- 1980 Dmitrii Sergeevic Korzhinskii[40]
- 1981 Robert Minard Garrels[41]
- 1982 Joseph V. Smith
- 1983 Hans P. Eugster
- 1984 Paul B. Barton Jr.
- 1985 Francis J. Turner
- 1986 Edwin Roedder
- 1987 Gerald V. Gibbs
- 1988 Julian R. Goldsmith
- 1989 Helen D. Megaw
- 1990 Sturges W. Bailey
- 1991 E-An Zen
- 1992 Hatten S. Yoder Jr.
- 1993 Brian Harold Mason
- 1994 William A. Bassett
- 1995 William S. Fyfe
- 1996 Donald H. Lindsley
- 1997 Ian Stuart Edward Carmichael
- 1998 C. Wayne Burnham
- 1999 Ikuo Kushiro
- 2000 Robert C. Reynolds Jr.
- 2001 Peter J. Wyllie
- 2002 Werner F. Schreyer
- 2003 Charles T. Prewitt
- 2004 Francis R. Boyd
- 2005 Ho-kwang Mao
- 2006 W. Gary Ernst
- 2007 Gordon E. Brown Jr.
- 2008 Bernard Evans
- 2009 Alexandra Navrotsky
- 2010 Robert C. Newton
- 2011 Juhn G. Liou
- 2012 Harry W. Green
- 2013 Frank C. Hawthorne
- 2014 Bernard J. Wood
- 2015 Rodney C. Ewing
- 2016 Robert M. Hazen
- 2017 Edward M. Stolper
- 2018 E. Bruce Watson
- 2019 Peter R. Buseck
- 2020 Andrew Putnis
- 2021 George R. Rossman
- 2022 John W. Valley
- 2023 Georges Calas
- 2024 Nancy L. Ross
- 2025 Melinda Darby Dyar